# Pavlova Ves
Pavlova Ves (węg. Pálfalu) – wieś (obec) na Słowacji, położona w regionie Liptów, w kraju żylińskim, w powiecie Liptowski Mikułasz.
Pierwsza pisemna wzmianka o wsi pochodzi z 1469 roku, na której została wymieniona pod nazwą Pawlowa vieska.